# Pelobatrachus edwardinae
Pelobatrachus edwardinae is een kikker uit de familie Megophryidae. De soort werd voor het eerst wetenschappelijk beschreven door Robert Frederick Inger in 1989. Het was lange tijd de enige soort uit het monotypische geslacht Borneophrys, dat in 2006 werd erkend. De kikker is in veel literatuur bekend onder de verouderde wetenschappelijke naam Borneophrys edwardinae. Sinds 2021 behoord de soort tot het geslacht Pelobatrachus.
Pelobatrachus edwardinae is endemisch in Maleisië en is alleen bekend van een enkele locatie op Borneo. De soort is aangetroffen op een hoogte van 200 tot 700 meter boven zeeniveau. Vermoed wordt dat het verspreidingsgebied groter is en dat de soort ook in andere landen leeft. Over de biologie en levenswijze is nog niets bekend.